# George Bridgewater
George Bridgewater, né le 18 janvier 1983 à Wellington, est un rameur d'aviron néo-zélandais.

## Carrière
George Bridgewater participe aux Jeux olympiques de 2008 à Pékin où il remporte la médaille de bronze en deux sans barreur avec Nathan Twaddle.